# Froz
Froz, pseudonimo di Roman Gorskiy (Mosca, 25 agosto 1985), è un ballerino russo naturalizzato italiano, campione italiano e vincitore del titolo dell'Europa occidentale del torneo mondiale di breakdance Red Bull BC One.

## Biografia
Nato a Mosca (Russia) il 25 agosto 1985, per motivi di lavoro del padre, già allenatore della nazionale femminile russa di tennis, Roman si trasferì con la famiglia a Conversano dal 1993. Praticava basket, tennis e karate, poi nel 2001 si appassionò al breaking dopo la visione del videoclip Freestyler e iniziò ad allenarsi.

### Carriera
Nel 2004 si trasferì a Milano e si unì alla crew dei Bandits, con i quali ha vinto una serie di concorsi nazionali e con i quali nel corso degli anni ha eseguito performance in spot pubblicitari, videoclip musicali, trasmissioni televisive ed altri eventi internazionali.
Nel 2012 e nel 2013 ha vinto il titolo italiano del Red Bull BC One e ha conquistato nello stesso 2013 il primo posto alle Western European Finals, partecipando così alle finali del campionato mondiale a Seul.
Nel 2015 ha partecipato con Bad Matty alla seconda edizione italiana di Tú sí que vales ed è stato telecronista della diretta del Red Bull BC One insieme allo speaker radiofonico Max Brigante di Radio 105, per poi diventare nel 2016 giudice del Red Bull BC One Italy.
Ha fondato un portale italiano sulla breakdance e nel 2018 ha contribuito a fondare a Milano la prima accademia professionale di breakdance con una succursale in Sicilia.
Nel 2018 Froz ha partecipato alla prima edizione dell'evento OnDance, organizzato da Roberto Bolle al Castello Sforzesco. Nel novembre dello stesso anno con i Bandits ha rappresentato l'Italia al Battle Of the Year International, in Francia.
È stato coreografo, insegnante esterno e giudice esterno del talent show Amici di Maria De Filippi nelle edizioni 2018/19, 2019/20, 2022/2023 e 2023/2024.
Nel novembre 2022 ha curato la sezione coreografica di The Art of Fighting 2, evento lombardo dedicato al pugilato e al kickboxing, esibendosi inoltre con i Bandits. Nel marzo 2023, in occasione della Giornata mondiale dell'acqua, ha partecipato a una campagna pubblicitaria promossa da un noto marchio italiano di acque minerali.
Nell'aprile 2023 e 2024 Froz ha organizzato a Trezzano il campionato italiano di breakdance Battle School, per la qualifica ai mondiali della disciplina in Francia.
Dopo una gestazione di undici anni, nel settembre 2024 ha pubblicato per Cairo editore un'autobiografia intitolata Il partigiano della breakdance.
Dopo aver partecipato come giurato ai BRICS Games 2024 in Russia, nel giugno 2025 è stato sospeso dalla Federazione Italiana Danza Sportiva, aprendo un contenzioso legale con la federazione stessa.

### Vita privata
Nipote di un soldato dell'Armata Rossa, è di aperte simpatie comuniste ed è un ammiratore di Enrico Berlinguer. Ha gareggiato con una giacca rossa con la scritta CCCP o, rappresentando l'Italia, una maglietta tricolore con al centro il simbolo dei partigiani italiani. Durante il conflitto russo-ucraino del 2022 ha riportato di essere vittima di attacchi on-line per la sua cittadinanza russa. Nel novembre 2022 è diventato padre.